# Sépulture en mer

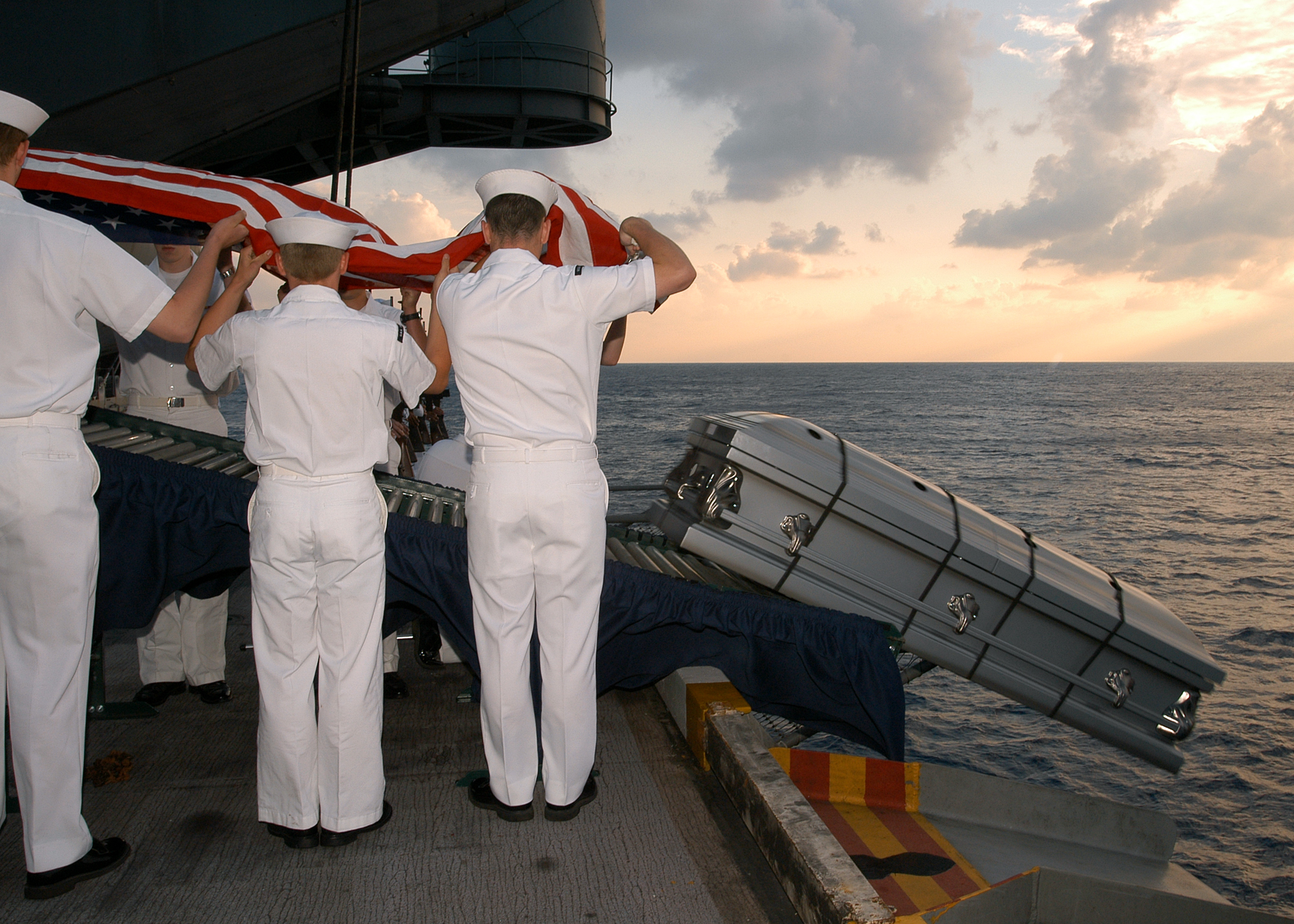
Cérémonie sur l'USS Enterprise (CVN-65) en 2004.

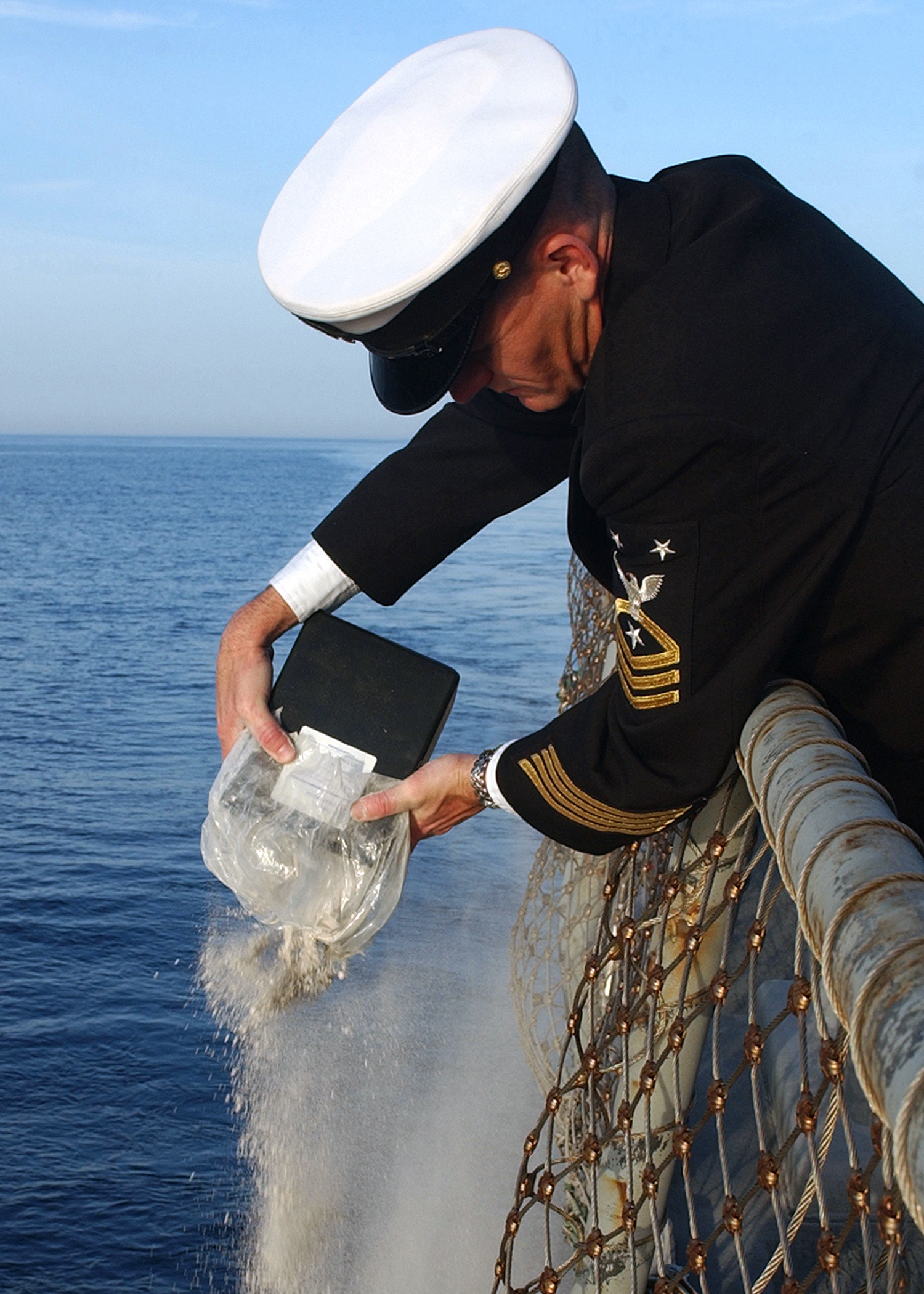
Cérémonie sur l'USS Donald Cook (DDG-75) en 2003.

La sépulture en mer est l'opération consistant à immerger un cadavre dans la mer ou l'océan, ou à y disperser ses cendres, normalement à partir d'un navire ou d'une embarcation. Elle est régulièrement effectuée par les marines militaires, mais peut être également réalisée par des particuliers. 

## Histoire
Les marins des XVIIIe siècle et XIXe siècle étaient enroulés dans une toile de voile, cousue avec le nez du défunt (par superstition et dans le cas d’éventuels cataleptiques)  et lestés d'un boulet de canon ou de fers. 

## Légalité

### Australie
La dispersion des cendres est libre, l'immersion du corps entier nécessite l'obtention d'un permis, accordé aux marins, pêcheurs, et ceux en mesure de justifier un lien particulier avec la mer.

### Belgique
L'immersion est autorisée à partir de 1991, les modalités d'organisation dépendant des communes.

### États-Unis
L'immersion doit se faire à plus de 5 milles marins (environ 8 km) des côtes, et ne doit pas comporter d'éléments non dégradables, comme des plaques commémoratives ou des fleurs en plastique.

### France
L'immersion est interdite dans un cours d'eau aménagé, mais peut avoir lieu en mer. L'immersion doit être effectuée en application de la réglementation maritime (loi du 02/01/1986) et de l’article L.2213- 23 du code général des collectivités territoriales, à plus de 300 m de l’estran (soit, du point le plus bas de la marée basse). L’immersion d’une urne contenant les cendres doit être effectuée à une distance d’au moins 3 milles marins (environ 6 km) des côtes et en dehors des zones de pêche. Il n’est pas nécessaire d’être habilité pour procéder à cette dispersion de cendres ou à cette immersion d'urnes en mer.

### Irlande
La dispersion des cendres est libre, il est recommandé que la sépulture du corps entier se fasse à au moins 50 miles (80 km) des côtes, et par plus de 200 m de fond.

### Nouvelle-Zélande
La Nouvelle-Zélande autorise la sépulture en mer, qui doit être notifiée aux iwis et représentants des aires marines coutumières. Devant le coût élevé et par volonté de ne pas offenser la culture maori, très peu ont finalement lieu.

### Royaume-Uni
La dispersion des cendres se fait librement, un permis est nécessaire pour l'inhumation du corps entier, qui doit se faire dans certains lieux définis.